# Nosodendron hispidum
Nosodendron hispidum är en skalbaggsart som beskrevs av Champion 1923. Nosodendron hispidum ingår i släktet Nosodendron och familjen almsavbaggar. Inga underarter finns listade i Catalogue of Life.